# 野溝勝

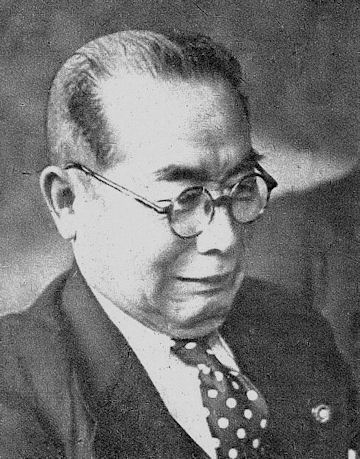
野溝勝（1951年）

野溝 勝（のみぞ まさる、1898年（明治31年）11月15日 - 1978年（昭和53年）8月22日）は、日本の政治家、農民運動家。衆議院議員、参議院議員、左派社会党書記長、芦田内閣の地方財政委員会委員長。正三位勲一等瑞宝章。

## 生涯
長野県上伊那郡赤穂村（現在の駒ヶ根市）に馬車屋の子として生まれる。旧制飯田中学（長野県飯田高等学校）を経て、1917年（大正6年）青森農業学校畜産獣医科を卒業する。同年法政大学に入学するが、すぐに中退し、獣医師となり、長野県警察部で防疫官、衛生助手として勤務する。しかし思想的に問題があるとみなされて、長野県下伊那郡富草警察署（現・阿南警察署）に配置換えとなる。しかし、ここでも署長と衝突し、1922年（大正11年）に退職した。
同年上京し、全国農民組合宣伝部に入る。さらに杉山元治郎らと日本農民組合結成に参加し、中央委員長に選出される。1923年（大正12年）地元に戻り、伊那町（現在の伊那市）に家畜市場を設立する傍ら、農民運動、無産運動を展開する。日農の闘志として各地の小作争議に参加した他、1926年（大正15年）伊那電鉄争議では、待遇改善を要求しストライキを指導する。会社側がピケ破りに雇った暴力団に日本刀を引っさげて渡り合い、「ケンカの勝」の異名を取る。
1927年（昭和2年）社会民衆党南信支部副支部長に選ばれ、翌1928年（昭和3年）長野県会議員選挙が普通選挙で行われ、野溝は上伊那郡から立候補するが、1427票で最下位、落選する。この頃、長野県内の無産政党は野溝が所属する右派の社会民衆党（安部磯雄委員長）、中間派の日本労農党（麻生久委員長）、左派の労働者農民党（労農党、大山郁夫委員長）に分かれていたが、野溝は日本労農党の林虎雄、労農党の羽生三七に統一戦線を呼びかけ、三党統一実現同盟を結成する。この過程で社会民衆党本部からは、左傾化したとして党を除名されるが、1931年（昭和6年）社会民衆党を除く無産政党が合同し、全国労農大衆党が結成され、野溝は入党する。さらに翌1932年（昭和7年）社会民衆党と全国労農大衆党が合同し、社会大衆党が結成され、野溝の宿願であった統一無産政党が出現した。この間、1930年（昭和5年）長野県会議員補欠選挙に立候補。約3800票を獲得するが落選した。しかし、1931年（昭和6年）の県会議員選挙に三度立候補し4695票を獲得し、当選した。長野県初の無産政党が獲得した議員である。長野県会では、唯一の無産政党議員ということで当局から危険視され、1935年（昭和10年）の県議会選挙では、県警、特高などから集中攻撃を浴び、選挙運動中、運動員の食堂で昼食に取ったカレーライスを供応とされて検挙され、2300票で落選する。
1937年（昭和12年）第20回衆議院議員総選挙に社会大衆党公認で旧長野3区から立候補し当選する。この選挙では社会大衆党は躍進をとげ、前回の18から37名に一挙に議席を増やした。なお、開院式の日に礼装がないので欠席を決めていたが、都新聞（現在の東京新聞）記者の唐島基智三（のち、政治評論家）のアドバイスで古着屋から礼装を借り、靴だけは泥靴を履いて登院したというエピソードがある。衆議院議員を通算3期務めるが、戦争が激化するなかで1942年（昭和17年）第21回衆議院議員総選挙（翼賛選挙）には立候補を断念した。
終戦後、野溝は日本社会党結成と日本農民組合の設立に奔走する。1945年（昭和20年）10月に杉山元治郎、須永好、三宅正一らとともに農民組合連合世話人会を結成し、戦前からの農民運動家を糾合し、単一農民組合結成全国懇談会を発足する。1946年（昭和21年）2月日本農民組合結成大会が開かれ、会長に須永好が選出され、野溝は主事（書記長にあたる）に選ばれる。1947年（昭和22年）日農内の社会、共産両党の路線対立が激化したため、副委員長であった野溝らは「日農主流体制確立に関する件」を提案し、日農は分裂する。野溝は日本農民組合主体制派の委員長に選出された。日農分裂の経過から、社会党右派から離脱し、左派の鈴木茂三郎、加藤勘十らと行動を共にするようになる。
1947年（昭和22年）第23回衆議院議員総選挙で社会党が第一党となり、社会党、民主党、国民協同党の三党連立による片山内閣が成立する。野溝は第一回国会で衆議院農林委員長に選出される。同年11月平野力三農相が罷免（後に公職追放）されると、社会党左派は野溝を後任として推薦するが、連立与党の民主党、国協党（国協党の支持基盤は農村では旧地主や富裕な農業者であった）の反対が強く実現しなかった。片山哲首相は、野溝農相をあきらめ、経済学者で社会党参議院議員の波多野鼎を後任とするが、これが左派の反発を招き、左派の国会議員78名は党内野党を宣言し五月会を結成した。
その後、芦田内閣では左派ながら国務大臣（地方財政委員会委員長、新聞及出版用紙割当委員会委員長）として入閣し、同時に入閣した加藤勘十とともに現実左派と呼ばれた。しかし芦田内閣は昭和電工事件で瓦解、野溝も1949年（昭和24年）の第24回衆議院議員総選挙で落選した。1950年（昭和25年）の第2回参議院議員通常選挙に全国区から立候補し当選。以後参院議員を3期18年務める。1951年（昭和26年）の社会党左右分裂では左派に参加し、翌年には左派社会党書記長に選出される。
1959年（昭和34年）全日本農民組合連合会が結成されるにあたって、初代会長に選出される。
1978年（昭和53年）8月22日死去。79歳。

## 批判

### シベリア抑留問題への対応
シベリア抑留問題では未だ1000人余の未帰還者がいる状況であった1955年に超党派の訪ソ議員団が結成され、このうち社会党左派の議員のみハバロフスクの戦犯収容所への訪問がソ連側から許可された。野溝はこの視察団の団長となるが、この視察はすべてソ連側が準備したもので、「ソ連は抑留者を人道的に扱っている」と宣伝するためのものであった。
一方、抑留者らは議員の来訪を察知し、営倉入りを覚悟の上でサボタージュを行い、議員との面会にこぎつけた。なお、以前に行われた高良とみの収容所訪問では、収容所側により、健康な者は営外作業に出され、重症患者は別の病院に移されるなどの工作が行われ、高良の他の収容者はどうしたのかとの問いに対し、所長は「日曜日なのでみな魚釣りか町へ映画を見に行った」と応えている。
議員らに対し収容者を代表して挨拶を行った尾崎清正元中尉は、決死の覚悟で収容所の実態を伝えるとともに自分たちを犠牲にしてもかまわないのでソ連の脅しに屈することなく国策の大綱を誤まらないで欲しいと訴え、数人がこれに続いた。これに対し、浅原正基が発言をしようとして他の収容者から野次や怒号を浴びた。視察団は騒然とした様相に呆然としていたが、野溝は「思想は思想で戦うようにし、同胞はお互いに仲良くしてください」とお茶を濁した。野溝は収容所の売店に立ち寄り、所長の中佐から「日本人は賃金をたくさんもらうので、日常こんな品物を自由に買って、生活を楽しんでいる」という説明を受けたが、その場で所長の言葉を通訳した朝鮮人収容者から「みんな出鱈目ですよ。あなた方に見せるため昨日運び込んだもので、あなたがたが帰られたらすぐに持って行ってしまうものです」と言われて苦笑したという。
日本人抑留者らは視察団に家族への手紙を託した。この時、仲間の釈放のための外交努力を求めるとともに、将来の日本の国策のためならば祖国のためにこの地に骨を朽ちさせても悔いはないとする収容者らの決意を認めた、国民や議員宛ての7通の手紙も一緒に手渡されている。しかし、野溝らはこれら7通の手紙を握りつぶし、議員団団長である北村徳太郎への報告もしなかった。抑留者らが帰国後に新聞へ投書したことから虚偽が発覚し、野溝らは海外同胞引揚及び遺家族援護に関する調査特別委員会で追及を受けた。これに対し野溝は「発表の技術等の不手ぎわの点についてのおしかりならば、私は大いに考えなければならぬし、その点について不徳の点があるならば、私は大いに反省をいたします。」としながらも他意はなかったと弁解している。稲垣武は、野溝がこのような破廉恥な行為を敢えてしたのは、公表すれば自分たちに都合が悪いと思ったからであろうとしている。
帰国の途上、野溝は戸叶里子と共に香港で記者会見を行い、知っていたはずの真実を隠匿し収容所側の説明に沿うかたちで以下のような発言をしたことが新聞に記載されている
- 「"戦犯"たちの待遇は決して悪くはないという印象を受けた。一日八時間労働で日曜は休日となっている。食料は一日米三百グラムとパンが配給されており、肉、野菜、魚などの副食物も適当に配給されているようで、栄養の点は気が配られているようだった」
- 「戦犯の生活として、カロリーは科学的に計算されているという事で、皆んな元気そうな顔付であるのにホットした。顔付は、普通人並でラーゲルとしては普通といってよいだろう。」
- 「ソ連人一般の悩みでもあるが、冬に生野菜が欠乏するのをかこっていた。食堂、調理とも清潔で、ここには罐詰等も配給があり集合所にも使われていた。」